# Melitta Trunk
Melitta Trunk (* 17. Juni 1955 in Villach) ist eine österreichische Politikerin (SPÖ) und war Abgeordnete zum Österreichischen Nationalrat.

## Ausbildung und Beruf
Nach der Matura am Bundesrealgymnasium in Villach-Perau studierte sie an der Klagenfurter Universität für Bildungswissenschaft Germanistik und Anglistik-Amerikanistik. Nach dem Abschluss 1978 lehrte sie bis 2006 an der Handelsakademie in Klagenfurt. Außerdem arbeitete Trunk von 1980 bis 1990 als freie Journalistin und war von 1989 bis 1991 als Landessekretärin beim Bund Sozialistischer Akademiker (BSA) in Kärnten tätig.
Seit 2009 lehrt sie an der Handelsakademie in Villach.

## Politische Ämter
Ihre politische Laufbahn begann Trunk als Hochschülerschaftsvorsitzende der VSStÖ der Universität Klagenfurt und im Gemeinderat von Finkenstein (1974–1975). Von 1990 bis 1999 war sie Abgeordnete zum Kärntner Landtag. In der SPÖ Kärnten war Trunk von 1990 bis 2003 Landesfrauenvorsitzende, von 1991 bis 2004 stv. Landesparteivorsitzende und 1999–2000 geschäftsführende Landesparteivorsitzende. Von 2001 bis 2010 war sie Landesvorsitzende des BSA Kärnten, vom 20. Dezember 2002 bis zum 27. Oktober 2008 Abgeordnete zum Nationalrat.

## Trivia
Größere Bekanntheit erhielt Melitta Trunk erstmals im Jänner 2002. Ein ORF-Redakteur gab zu Protokoll, der damalige FPÖ-Sprecher Peter Westenthaler habe ihm in einem Telefonat über das Zustandekommen einer Westenthaler missliebigen TV-Diskussion gedroht: „Dann gibt es Stunk!“ Westenthaler dementierte diesen Vorwurf und meinte, er habe gesagt: „Dann kommt die Trunk!“. Westenthalers Replik ist dabei im Zusammenhang mit der politischen Rhetorik in Österreich nach der Hump-Dump-Affäre zu sehen. Gemeinsam mit Uschi Glas hielt sie die Laudation für Otto Retzer bei der Verleihung des Goldenen Ehrenzeichens der Republik Österreich.

## Auszeichnungen
- 2004: Großes Silbernes Ehrenzeichen für Verdienste um die Republik Österreich[4]
- 2017: Großes Goldenes Ehrenzeichen des Landes Kärnten